# Circondario di Fulda
Il circondario di Fulda è uno dei circondari situati nello stato dell'Assia.
Fa parte del distretto governativo di Kassel.

## Città e comuni
(Abitanti al 31 dicembre 2022)
| Comuni del circondario | 1. Fulda, città a statuto speciale (69 968) 2. Gersfeld (5 516) 3. Hünfeld (16 941) 4. Tann (4 565) | 1. Bad Salzschlirf (3 568) 2. Burghaun (6 436) 3. Dipperz (3 625) 4. Ebersburg [Sede: Schmalnau] (4 704) 5. Ehrenberg (Rhön) [Sede: Wüstensachsen] (2 549) 6. Eichenzell (11 277) 7. Eiterfeld (7 110) 8. Flieden (8 673) 9. Großenlüder (8 765) 10. Hilders (4 859) 11. Hofbieber (6 150) 12. Hosenfeld (4 593) 13. Kalbach [Sede: Mittelkalbach] (6 511) 14. Künzell (17 062) 15. Neuhof (10 956) 16. Nüsttal [Sede: Hofaschenbach] (2 920) 17. Petersberg (16 410) 18. Poppenhausen (2 717) 19. Rasdorf (1 581) |